# Gürgentepe (district)
Gürgentepe is een Turks district in de provincie Ordu en telt 20.098 inwoners (2007). Het district heeft een oppervlakte van 143,1 km². Hoofdplaats is Gürgentepe.
De bevolkingsontwikkeling van het district is weergegeven in onderstaande tabel.
| 1997   | 2000   | 2007   |
| ------ | ------ | ------ |
| 40.805 | 36.860 | 20.098 |